# ك. غان مكاي
ك. غان مكاي (بالإنجليزية: K. Gunn McKay)‏ هو سياسي أمريكي، ولد في 23 فبراير 1925 في أوغدن في الولايات المتحدة، وتوفي في 6 أكتوبر 2000 في هانتسفيل في الولايات المتحدة. حزبياً، نشط في الحزب الديمقراطي. وقد انتخب عضو مجلس النواب الأمريكي.